# 深澤しほ
深澤 しほ（ふかさわ しほ、1983年7月20日 - ）は、日本の女優、モデル。
静岡県静岡市出身。所属事務所はケイエムシネマ企画。

## 人物
身長は154cm。スリーサイズはB82cm、W64cm、H88cm。靴のサイズは23cm。
特技は、エレクトーン（音楽全般）、水泳、ダンス
趣味は、写真、作曲、絵を描く、人間観察

## 出演

### 映画
- となりの子（2006年）短編映画祭 優秀女優賞受賞　たかひろや監督
- てんびんおとめ（2007年）荻野欣士郎監督
- -1 ロドリゲスの運命（2007年）荻野欣士郎監督
- 素直ことば（2007年）たかひろや監督
- 4つの出鱈目と幽霊について（2023年）山科圭太監督[2]
- 彼方のうた（2024年）杉田協士監督[3]

### 舞台
- 碧空の狂詩曲〜お市の方外伝〜（2012年）斎藤歩脚本演出
- HUMMING BIRDS（2013年）たかひろや演出
- 五稜郭残党伝（2014年）六本木俳優座劇場
- 熱い奴ら！（2014年）劇団一番
- 辿り着いたうねりと、遠回りの巡礼（2023年）額田大志・細井美裕演出[4]
- わたしは薬売り（2024年）ヌトミック寄席[5]

### CM
- パチンコビスタ「パチビス検索編」
- 帝人「帝人喘息薬コンテンツ」
- 東武鉄道梅田八丁目プロジェクト
- 日本コカ・コーラVending Academy「商談篇」
- クラシエ「いち髪」

### テレビ
- ザ!世界仰天ニュース〜以前はこんな人間でしたスペシャル〜（日本テレビ） - 椿姫彩菜役
- ザ!世界仰天ニュース〜有名人の仰天人生スペシャル　パート5〜（日本テレビ） - 上原美優役
- ザ!世界仰天ニュース ～勇気と希望と感動の春 生放送4時間SP パート2！～（日本テレビ） - 逗子ストーカー殺人事件の被害者役
- 奇跡体験!アンビリバボー〜『日本中震撼! 恐怖の看護師による連続保険金殺人事件』（フジテレビ、2023年6月22日）- 庄野奈津（池上和子） 役

### テレビドラマ
- あなたの番です 第12話・13話（2019年、日本テレビ） - つつじケアハウスの職員 役
- 連続テレビ小説 エール 第62話（2020年6月23日、NHK） - 麻友 役
- ゆるキャン△2・第5話（2021年4月30日、テレビ東京） - アウトドアショップ『モンベル』店員 役
- 正義の天秤（2021年） - 四方田よし子 役
- 真犯人フラグ 第10話（2021年12月19日、日本テレビ） - 小野寺看護師 役
- 相棒 Season20 第11話（2022年1月1日、テレビ朝日） - 和也の母 役

### PV
- w-inds.「TOKYO」（2008年）
- 森七菜「あなたに会えてよかった」（2020年）

## 作品

### DVD
- 深澤しほ 深澤図鑑（2010年4月23日、講談社、ADVK-1009）[6][7]